# 辻 (那霸市)
26°13′3″N 127°40′16.5″E / 26.21750°N 127.671250°E
辻（日语：／ Tsuji）是日本沖繩縣那霸市的一個地名，分為辻一丁目至辻三丁目。郵政編號為900-0037。至2010年8月底人口為1413人。
辻自琉球第二尚氏王朝時期開始便是琉球著名的花街，於1672年由攝政向象賢（羽地按司朝秀）設立。當地遊廓林立，有不少是接待來自中國及薩摩藩的商人、使節等。凡是冊封船隊到來之際，琉球王府都下令關閉當地的所有遊廓，將稱為尾類的藝娼全部隱藏起來。然而，實際上在冊封使團到來時仍有營業，冊封使隊成員的紀錄中不乏當地遊廓的記載，因尾類多穿紅衣，稱為「紅衣館」。
辻在太平洋戰爭中遭遇轟炸而燒毀，戰後成為那霸市都市規劃中的商業地域，建立了一些公共房屋和福利院。不過自2010年以來，辻二丁目的性產業逐漸興盛，出現了不少風俗店和情侶酒店，再次成為紅燈區。
在琉球語中，辻的意思是「頂部」、「高處」，這與其在日本語中的意思完全不同。

## 腳註
1. http://ryukyu-lang.lib.u-ryukyu.ac.jp/srnh/details.php?ID=SN51022